# ایشان
در فارسی، ایشان، آن‌ها یا آنان ضمیر سوم شخص جمع است. ایشان معمولاً به نشانه احترام، برای سوّم شخص مفرد به کار می‌رود. برای سوم شخص جمع -آن‌ها- و در موارد ادبی -آنان- کاربردی تر است هر چند -ایشان- فخیم و رسمی تر است. آن‌ها در حقیقت، ضمیر جمع برای اشیا است.